# Euratex
Euratex (The European Apparel and Textile Confederation) är en organisation som tillvaratar den europeiska textil- och konfektionsindustrins intressen. Euratex främsta mål att skapa en miljö inom EU som bidrar till tillverkning av textil- och beklädnadsprodukter. Bland uppgifterna är att utveckla ett nytt ramverk för handelspolitik för textil och konfektion, främja en fortsatt utvidgning av EU:s export av textil och kläder samt främja och delta i forskning, utveckling, innovation och andra utbildningsinstitutioner eller sociala projekt som ger mervärde till industrin på europeisk nivå.
Enligt Euratex statistik arbetade 1,8 miljoner personer i textil- och konfektionsindustrin i EU:s 27 medlemsländer 2012. Omsättningen är 163 miljarder euro och investeringarna ligger på 5 miljarder euro.